# 側面音

調音方法

気流の妨害度

阻害音
破裂音
破擦音
摩擦音
共鳴音
ふるえ音
はじき音
接近音

気流の通路
中線音
側面音
口蓋帆の状態
口音
口鼻音
鼻音
気流機構
肺臓気流
吸気音
呼気音

非肺臓気流
放出音
入破音
吸着音

▶ 調音部位

側面音（そくめんおん、英語: lateral）とは、子音を調音する際、舌の中央部分（側面を除く一部分）を上顎に密着させて口腔内の声道の中央部分の空気の流れを塞いだまま、舌の脇（片側または両側）を開放して起こす音。側音（そくおん）とも呼ばれる。
通過する空気の摩擦音を生ぜずに声を共鳴させる音を側面接近音（そくめんせっきんおん）と呼ぶ。一般的に単に側面音または側音と言う場合は側面接近音のみを指すことが多い。側面接近音は多くの場合有声音であるが、ビルマ語やチベット語のように無声の側面接近音[l̥]を音素として持つ言語も存在する。
側面接近音にくらべて舌の脇の開きが小さい場合、空気が通る際に摩擦音が生じる。これを側面摩擦音（そくめんまさつおん）と呼ぶ。
無声の側面摩擦音と無声の側面接近音はしばしば区別されずに記述されるが、音声学的に両者を区別することは可能である。フーパ語ではこの両方が現れる。
短く調音した側面音を側面はじき音ということがある。

## 国際音声記号

### 側面接近音
- [l] - 歯茎側面接近音
- [ɭ] - そり舌側面接近音
- [ʎ] - 硬口蓋側面接近音
- [ʟ] - 軟口蓋側面接近音
- [ɫ] - 軟口蓋歯茎側面接近音

### 側面摩擦音
- [ɬ] - 無声歯茎側面摩擦音
- [ɮ] - 有声歯茎側面摩擦音

### 側面はじき音
- [ɺ] - 歯茎側面はじき音

### 側面吸着音
- [ǁ] - 側面吸着音

## 誤った音として
日本語の構音障害として、イ段・拗音または「ケ」を発音する際に側面音を使用する現象があり、しばしば滑舌が悪い（「キ」と「チ」の区別がつきにくいなど）という印象を与える。これらは側音化構音障害と呼ばれる。基本的に口の構造ではなく習慣の問題であるので、正しい発音方法を知ることで矯正が可能である。
「構音障害」といってもあくまで日本語として異常というだけであり、正常な音として軟口蓋側面摩擦音・破擦音のある言語も存在する（アルチ語など）。